# Мартін (Мічиган)
Мартін (англ. Martin) — селище (англ. village) в США, в окрузі Аллеган штату Мічиган. Населення — 377 осіб (2020).

## Географія
Мартін розташований за координатами 42°32′13″ пн. ш. 85°38′20″ зх. д. / 42.53694° пн. ш. 85.63889° зх. д. (42.537049, -85.638919).  За даними Бюро перепису населення США в 2010 році селище мало площу 2,02 км², уся площа — суходіл.

## Демографія
Згідно з переписом 2010 року, у селищі мешкало 410 осіб у 162 домогосподарствах у складі 109 родин. Густота населення становила 203 особи/км².  Було 176 помешкань (87/км²).
Расовий склад населення:
| - 92,9 % — білих - 1,0 % — чорних або афроамериканців - 2,9 % — осіб інших рас |

До двох чи більше рас належало 3,2 %. Частка іспаномовних становила 5,9 % від усіх жителів.
За віковим діапазоном населення розподілялося таким чином: 24,9 % — особи молодші 18 років, 61,7 % — особи у віці 18—64 років, 13,4 % — особи у віці 65 років та старші. Медіана віку мешканця становила 37,8 року. На 100 осіб жіночої статі у селищі припадало 103,0 чоловіків;  на 100 жінок у віці від 18 років та старших — 101,3 чоловіків також старших 18 років.
Середній дохід на одне домашнє господарство  становив 51 773 долари США (медіана — 40 938), а середній дохід на одну сім'ю — 67 139 доларів (медіана — 56 250). Медіана доходів становила 33 125 доларів для чоловіків та 48 594 долари для жінок. За межею бідності перебувало 24,6 % осіб, у тому числі 29,9 % дітей у віці до 18 років та 2,0 % осіб у віці 65 років та старших.
Цивільне працевлаштоване населення становило 174 особи. Основні галузі зайнятості: освіта, охорона здоров'я та соціальна допомога — 21,8 %, виробництво — 17,8 %, роздрібна торгівля — 15,5 %.